# Johan Braunerhielm

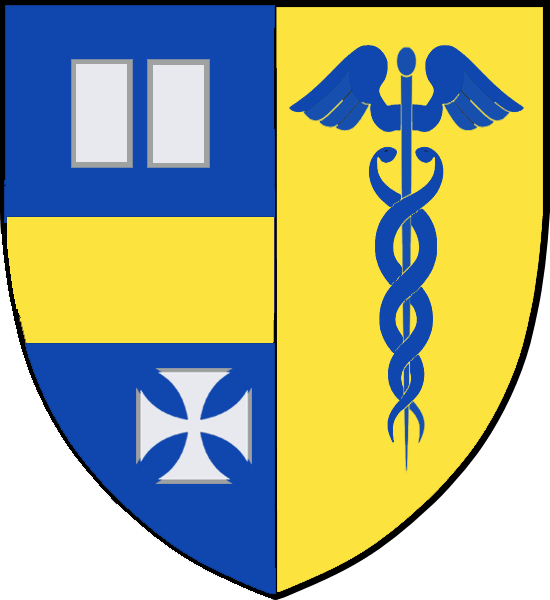
Ätten Braunerhielms vaoen

Johan Braunerhielm (före 1719 Braun), född i december 1702, död 17 maj 1758, var en svensk  lagman och häradshövding.
Han blev häradshövding i Valle, Gudhems, Kåkinds och Vilske härader 1736. Han blev 1738 adjungerad ledamot i Göta hovrätt. Han var lagman i Västergötlands och Dals lagsaga från 1755 intill sin död 1758.
Son till biskopen Nicolaus Nicolai Braun.